# Полювання за Червоним Жовтнем (роман)
«Полювання за „Червоним жовтнем“» (англ. «The Hunt for „Red October“») — дебютний роман американського письменника Тома Кленсі, вперше опублікований 1 жовтня 1984 року. В основі роману лежить вигадана історія викрадення радянського атомного підводного човна з балістичними ракетами власним екіпажем з метою втечі до Сполучених Штатів Америки.
Перше видання було випущено видавництвом Naval Institute Press і стало єдиним художнім твором, випущеним цим видавництвом. «Полювання за „Червоним жовтнем“» поклало початок успішній кар'єрі Кленсі як романіста, особливо після того, як Президент США Рональд Рейган зазначив, що йому сподобалась ця книга. Книга відіграла важливу роль у виведенні книжкового жанру технотрилера в мейнстрим.
Прототипом головного героя, капітана підводного човна Марко Раміуса, можливо послужив Валерій Саблін, який в 1975 році підняв повстання на великому протичовновому кораблі «Сторожовий». Багато сюжетних ходів перегукуються з подіями, пов'язаними із загибеллю і подальшим підйомом підводного човна К-129. В цьому романі відбулася перша поява найпопулярнішого вигаданого персонажа Кленсі, Джека Раяна, аналітика, що працює в Центральному розвідувальному управлінні. Згодом цей персонаж з'явиться ще у багатьох творах письменника.

## Сюжет
Під час холодної війни командир підводного човна ВМС СРСР Марко Раміус планує втекти до Сполучених Штатів на підводному човні «Червоний жовтень» класу «Typhoon». Човен оснащений передовою малошумною руховою системою, відомою як «гусеничний привід», яка надзвичайно ускладнює виявлення пасивним гідролокатором і потенційно дозволить підводному човну проникнути в американські територіальні води невиявленим та раптово запустити ядерні ракети. Коли «Червоний жовтень» покидає гавань у Полярному, Раміус вбиває замполіта Путіна, єдиного з вищих офіцерів, який не був залучений до плану втечі. Перед виходом в море Раміус отримав наказ провести військові навчання з радянським ударним підводним човном класу «Alfa» «В. К. Коновалов», яким командує його колишній учень Віктор Туполєв, щоб перевірити ефективність гусеничного приводу. Замість цього він прокладає курс до узбережжя Північної Америки, неправдиво повідомляючи екіпажу, що згідно з наказом вони мають непоміченими пройти до Куби. Перед відплиттям Раміус надіслав листа адміралу Юрію Падоріну, в якому заявив про свій намір дезертувати; цей лист спричиняє бурхливу реакцію і весь радянський Північний флот отримує наказ потопити «Червоний жовтень», десятки кораблів на повній швидкості прямують на захід під приводом пошуково-рятувальної місії.
За збігом обставин «Червоний Жовтень» проходить поблизу американського підводного човна класу «Лос-Анджелес» USS Dallas, котрий патрулює вихід на маршрут, який зазвичай використовують радянські підводні човни для проходу Серединно-Атлантичного хребта поблизу біля Ісландії. Оператор гідролокатора «Далласа» чує незвичний звук «гусеничного» приводу, але не відразу ідентифікує невідомий об'єкт як підводний човен. Поки зростає напруженість між американським і радянським флотами через масоване вторгнення радянського Північного флоту в Атлантичні води, екіпаж «Далласа» аналізує записи акустичного підпису «Червоного Жовтня» і розуміє, що це звук нової силової установки. Тим часом аналітик ЦРУ Джек Раян шляхом аналізу фото підводного човна визначає, що незрозумілі варіанти конструкції є приводом для беззвучного руху.
Пізніше проаналізувавши інформацію про лист Раміуса разом із фактом виходу в море усього Північного флоту, Раян робить висновок про плани Раміуса втекти. Збройні сили США неохоче погоджуються надати допомогу, водночас плануючи і резервний варіант на випадок непередбачених ситуацій у випадку, якщо радянський флот матиме інші наміри, ніж ті, які передбачалися. Після того, як з'ясовується, що Раміус повідомив Москву про свій план щодо нього та його офіцерів дезертувати, Раян бере на себе відповідальність за виведення Раміуса та його підводного човна від переслідуваного радянського флоту та зустрічається зі знайомим королівським флотом адміралом Джоном Вайтом, який командує оперативною групою з авіаносцем HMS Invincible.
Для того, щоб не віддавати Радянському Союзу неймовірно дорогий «Червоний жовтень», що містить багато секретних розробок, створюють план який би імітував його загибель. ВМС США евакуюють команду «Червоного Жовтня» допомогою рятувального підводного човна, а Раміус і основні офіцери залишаються, стверджуючи, що планують затопити підводний човен, щоб запобігти його потраплянню в руки американців. Щоб переконати радянську владу в тому, що «Червоний Жовтень» справді знищено, під водою підривають списаний американський підводний човен з балістичними ракетами USS Ethan Allen «Ітана Аллен». Тим часом Раян та офіцери-підводники США та Британії прибувають на «Червоний жовтень», щоб допомогти виконати його перехід до США.

### Персонажі

#### Радянський Союз
- Капітан першого рангу Марко Олександрович Раміус: радянський капітан підводного човна, який командує «Червоним Жовтнем», найновішим підводним човном радянського флоту з балістичними ракетами. Його рішення про втечу було спричинене особистими факторами — його дружина Наталія померла від рук нетверезого і некомпетентного лікаря; однак лікар уникнув покарання, бо був сином члена Політбюро. Передчасна смерть Наталії в поєднанні з давнім розчаруванням Раміуса в бездушності радянської влади та його страхом дестабілізуючого впливу Червоного Жовтня на світові справи вичерпує його толерантність до недоліків радянської системи.
- Капітан другого рангу Віктор Олексійович Туполєв: командир ударного підводного човна В. К. Коновалов і колишній учень Раміуса.
- Ігор Логінов : офіцер контррозвідки, який перебував на борту «Червоного Жовтня» під прикриттям, в ролі кухаря. Він дізнається про намір офіцерів здати човен США і чинитиме надзвичайний опір в найкритичніший момент.
- Капітан другого рангу Іван Юрійович Путін: політрук (заступник капітана по політичній роботі) на борту «Червоного Жовтня». Убитий Раміусом, щоб той не заважав його втечі.
- Адмірал Юрій Ілліч Падорін: головний політичний офіцер Радянського флоту, рідний дядько та наставник Раміуса.

#### США
- Доктор Джон Патрік «Джек» Раян: офіцер Центрального розвідувального управління, забезпечував зв'язок з Секретною розвідувальною службою «MI-6»; в минулому лейтенант морської піхоти США.
- Командир Бартоломео Віто «Барт» Манкузо: командир човна класу «Лос-Анджелес» USS Dallas.
- Технік гідролокатора 1-го класу Рональд «Джонсі» Джонс, USN: оператор гідролокатора на борту Далласа, який першим ідентифікує «Червоний жовтень» по його незвичному звуку тихого руху.
- Олівер Венделл «Скіп» Тайлер: викладач Військово-морської академії США в Аннаполісі який консультує ВМС США. Колишній морський офіцер, Раян доручив йому визначити варіанти конструкції «Червоного Жовтня», які, як було визначено комп'ютерним моделюванням, містять нову безшумну силову установку.
- Доктор Джеффрі Пелт: радник президента США з національної безпеки.
- Артур Мур: директор Центрального розвідувального управління.

## Тематика
Книга «Полювання за „Червоним жовтнем“» представила стиль написання Тома Кленсі, який включав технічні подробиці про зброю, підводні човни, шпигунство та армію. Точність написаного Кленсі була добре відома серед американських військових, тому Кленсі зазначив в інтерв'ю 1986 року: 
Коли я зустрівся з міністром ВМС Джоном Леманом минулого року, перше, що він запитав мене про книгу, було: «Хто, чорт візьми, це дозволив?»
Роман має спільні елементи з творами Джеймса Клавелла, зокрема романами «Сьоґун» (1975) і «Noble House» (1981), де політична влада використовується замість фізичної конфронтації з ворогом. Кленсі зображує радянську владу, особливо капітана Раміуса, співчутливо, і більшість персонажів зрозумілі у своїх діях і страхах, водночас порівнюючи та протиставляючи їх філософії та цінності їхнім американським опонентам, які, у свою чергу, показані як більш компетентні у своїй професії, що пояснюється тим, що ВМС США краще оснащені та навчені, ніж радянські моряки, які в основному були призовниками.
У романі США та їх військовослужбовці безсумнівно є «хорошими хлопцями». Центральну тему, що Сполучені Штати є недосконалою, але, зрештою, силою добра та надією у світі, автор більше досліджуватиме у своїх наступних романах. Однак, на відміну від «Полювання за „Червоним жовтнем“», ці пізніші романи часто містять негативні американські персонажі, мотивовані владою чи жадібністю.
Крім того «Полювання за „Червоним жовтнем“» вважається історією «дорослішання» Джека Райана. Замість того, щоб тікати від обов'язку, що є поширеною темою в сучасній американській літературі, Кленсі руйнує загальноприйняті умови, змушуючи Раяна тягнулись до тягарів світу дорослих. Крім того, книга представила Джека Райана як новий архетип американського героя — обивателя, який використовує свої попередні знання замість фізичної сили для вирішення кризи.

## Роман у масовій культурі
Роман отримав схвальні відгуки Президента США Рональда Рейгана. Після схвалення Рейганом «Полювання за „Червоним жовтнем“» очолив національні списки бестселерів, зокрема The New York Times. Зрештою було продано понад 365 000 примірників у твердій палітурці. Після отримання прав на м'яку палітурку від Berkley Books за 49 500 доларів роман розійшовся тиражем ще 4,3 мільйона примірників.

### Екранізації роману
В 1990 році роман був екранізований.

### Комп'ютерні ігри
- The Hunt for Red October (1987 video game)[en] — комп'ютерна гра 1987 року
- The Hunt for Red October (1987 video game)[en] — комп'ютерна гра 1990 року для Amiga, MS-DOS
- The Hunt for Red October (консольна гра, 1990)[en] — консольна гра 1990 року для NES, Game Boy

Також варто згадати настільний варгейм The Hunt for Red October, виданий компанією TSR Inc. в 1988 році.